# 轮环藤属
轮环藤属（学名：Cyclea），又名土防己属，是防已科下的一个属，为藤本植物。该属共有约29种，分布于热带亚洲。
属名Cyclea来源于希腊语kyklos，意为圆形的，指本属植物雄花萼片合生成环状。